# الجلولي فارس
جلولي فارس (6 مارس 1909 - 26 أكتوبر 2001)، هو سياسي تولى رئاسة البرلمان التونسي بين 1956 و1964. ولد في الحامة بالجنوب التونسي وتحصل على إجازة في الآداب والحضارة العربية من جامعة باريس بعد أن إنقطع لفترة عن الدراسة ليشتغل كقيّم في المدرسة الصادقية. ترأس في باريس شعبة الحزب الحر الدستوري الجديد الذي إنضم إلى ديوانه السياسي في الخمسينات. عين عام 1955 كوزير للتربية في حكومة الطاهر بن عمار الثانية. وبعد الاستقلال أنتخب كنائب عن دائرة قابس وجربة في المجلس القومي التأسيسي الذي تولى رئاسته في 14 أفريل 1956 خلفا للحبيب بورقيبة الذي اضطلع برئاسة الحكومة. تولى جلولي فارس بصفته رئيس المجلس إعلان نص النظام الجمهورية وتولى الإشراف على سن الدستور الجديد. أنتخب عام 1959 كرئيس لمجلس الأمة الذي أحدث مكان المجلس التأسيسي وبقي في منصبه إلى عام 1964 تاريخ تعويضه بالدكتور الصادق المقدم. أعيد انتخابه كنائب عام 1974 لكنه خسر مكانه في اللجنة المركزية للحزب الاشتراكي الدستوري في المؤتمر الذي أقيم في نفس العام. لم يلعب أي دور سياسي يذكر في نهاية العهد البورقيبي وبعد حركة 7 نوفمبر 1987 كلفه الرئيس زين العابدين بن علي برئاسة المجلس الاستشاري للمقاومين التي حافظ عليها حتى وفاته عام 2001. سميت باسمه عدد من الأماكن من أهمها نهج في منطقة حي النصر بالعاصمة.